# Мало Гисто
Мало Гисто (фр. Malo Gusto; Десен Шарпје, 19. мај 2003) француски је фудбалер који тренутно наступа за енглески премијерлигашки клуб Челси. Игра на позицији десног бека. 

## Биографија
Мало Артур Гисто је рођен 19. маја 2003. године у Десен-Шарпјеу. Отац га је прво натерао да игра рагби, али је млади Гисто убрзо одлучио да игра фудбал, остваривши свој сан да постане професионални фудбалер док је завршавао школовање. 

## Каријера
Мало Гисто је почео да игра у ФК Виљфонтену, касније се придружио клубу Бургоан Жалије на годину дана, пре него што је ушао у Олимпик Лионову академију као млађи од 14 година. Гисто је случајно стигао у Олимпик Лион исте године када се клуб преселио на Парк Олимпик Лион, у његовом родном граду.
Потписао је свој први професионални уговор са француским клубом у децембру 2021. У том тренутку је већ имао неколико наступа на листи тима за Лигу 1.
Мало Гисто је дебитовао за Олимпик из Лиона 24. јануара 2021. године, заменивши Бруна Гимараиса у 90. минуту гостујуће победе у Лиги 1 резултатом 5:0 против ривала Сент Етјена. Након још једног кратког наступа у Лиги 1 на крају сезоне, млади дефанзивац је у јуну потписао нови уговор са Лионом, који га везује за клуб до 2024.
Од сезоне 2021–22 почео је да наступа као званична замена француског репрезентативца Леа Дубое – пошто је неколико бекова напуштало клуб, укључујући Матију Де Шиља, Мелвина Барда и Максвела Корнеа – Гисто је играо своју прву утакмицу против Бреста 7. августа. Тиме је постао најмлађи дефанзивац који је започео утакмицу Лиге 1.
Дана 29. јануара 2023. године, Челси је потврдио потписивање уговора са Густом до 2030. године уз накнаду од 26,3 милиона фунти плус 4,45 милиона фунти бонуса. Позајмљен је Лиону до краја сезоне 2022–23. Дана 13. августа је дебитовао за клуб у ремију 1–1 против Ливерпула у Премијер лиги. Дана 24. септембра, добио је први црвени картон у каријери након што је направио опасан фаул против Луке Диња у њиховом поразу код куће од Астон Виле. 

## Репрезентација
Рођен у Француској, Гисто је прво играо као везни играч за млађе од 16 година, али је касније изабран за бека за репрезентацију млађих од 17 и 18 година. Међутим, са овим последњим није одиграо ниједну званичну утакмицу, пошто пандемија ковида није дозволила да се већина међународних сусрета или такмичења младих одвија по плану 2020–2021.
Гисто је 9. октобра 2023. примио свој први позив у сениорску репрезентацију Француске за утакмице против Холандије и Шкотске, заменивши повређеног Жила Коундеа.